# Szczupieniec plamisty
Szczupieniec plamisty (Boulengerella maculata) – gatunek ryby z rodziny szczupieńcowatych (Ctenolucidae). Hodowana jako ryba akwariowa. 

## Systematyka
Ryba ta została opisana przez Achille Valenciennesa w 1850 roku. Opisywana pod wieloma synonimami m.in. Xiphostoma maculata, Hydrocynus maculatus, Xiphostoma taedo. Jej najbliższym krewnym jest Boulengerella lateristriga.

## Występowanie
Zasiedla północne tereny Ameryki Południowej. Lubi wody ciepłe, średnio miękkie i lekko kwaśne o temperaturze 24–29 °C, o pH 6,0 do 7,3 i twardość do 12 °n (inne źródła podają do 18). Chowa się często w gęstej roślinności wodnej, a w nocy unosi się blisko tafli wody. 

## Morfologia
Ryba średniej wielkości, osiąga ok. 35–40 cm. Na końcu pyska znajduje się hakowaty wyrostek czuciowy. Ciało smukłe, podłużne. Ubarwienie złociste z czarnymi i brunatnymi plamkami (jedynie u młodych ryb). Płetwy koloru pomarańczowego. Na linii bocznej znajduje się poziomy czarny pas (ryby młode).

## Ekologia i zachowanie
Ryba drapieżna; poluje na inne, mniejsze ryby, owady oraz ich larwy, mniejsze ryby i pierścienice. Poluje głównie z zasadzki. Jest to ryba terytorialna, jednak lubi przebywać za młodości w małych grupach.
Ryby rozmnażają się tylko w naturze. Samica większa od samca. Tarło przebiega wśród roślinności wodnej. Mało wiadomo o rozrodzie tej ryby.

## Akwarium

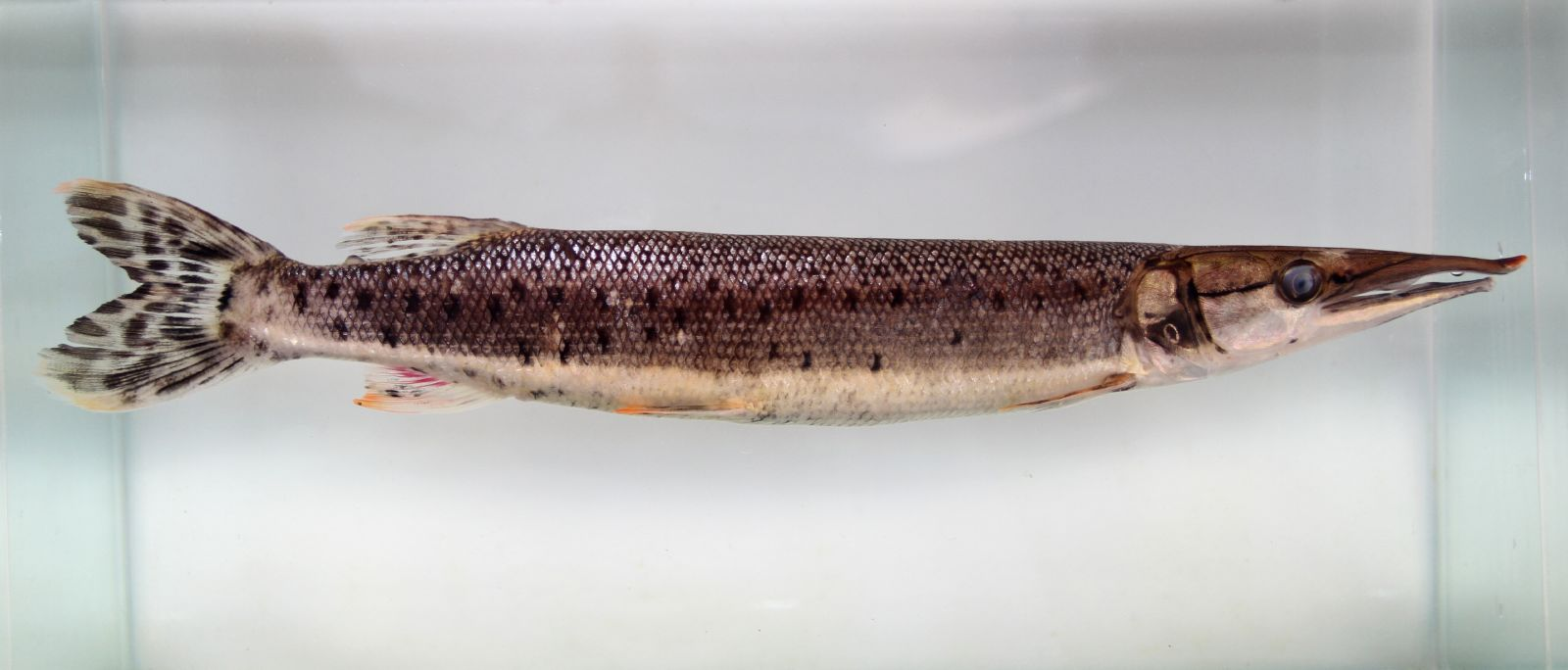
zakonserwowany osobnik

Ryby należy trzymać w małych grupkach, w akwariach wystawowych, o długości od 120 do 200 cm długości (1000 L). Podłoże żwirowate lub piaszczyste. Ryba może zjadać mniejsze ryby (nawet własnego gatunku), dlatego warto ją trzymać z rybami podobnej wielkości (ryba woli żyć samotnie jako osobnik dorosły, inaczej przy obsadzie ryb szybko pływających będzie bojaźliwa). Trzeba mieć na uwadze wyrostek na końcu pyska, inaczej zraniony może zostać zakażony i ryba wskutek infekcji może paść. Chętnie jada świerszcze, karaczany, larwy owadów, dżdżownice oraz okazjonalnie duże płatki (pokarm dla ryb). W niewoli można ją wypłoszyć z kryjówki za pomocą żywego pokarmu (mniejsze ryby, rureczniki).